# Zaryá

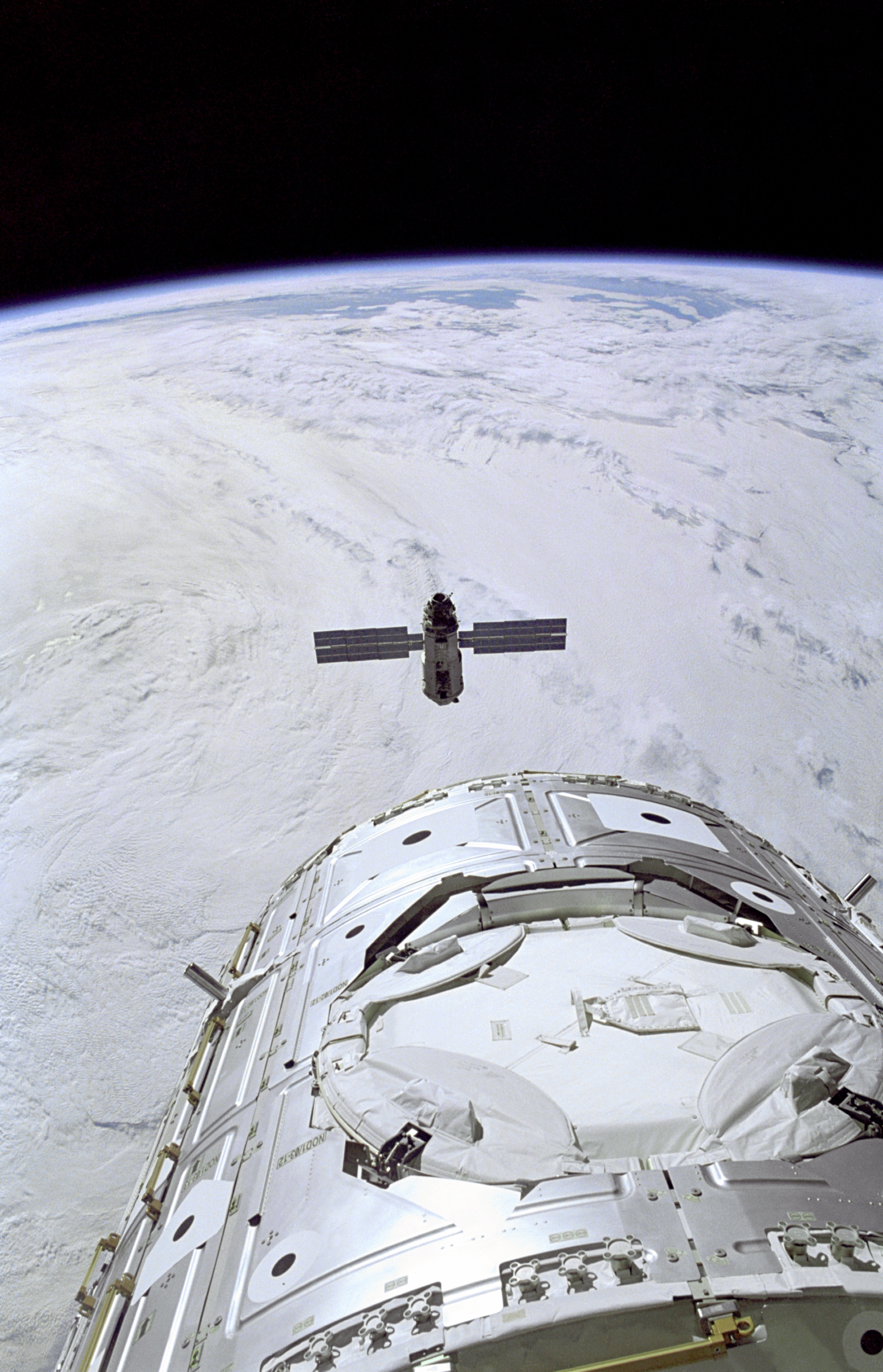
Zaryá and Unity rendezvous in 1998

Zaryá (en ruso: Заря́, lit. 'Amanecer'), también conocido como el Bloque de Carga Funcional o FGB (en ruso: "Функционально-грузовой блок", lit. 'Funktsionalno-gruzovoy blok' o ФГБ), fue el primer módulo de la Estación Espacial Internacional en lanzarse. El FGB se encargó de la energía eléctrica, almacenamiento, propulsión y guiado de la EEI durante la fase inicial del ensamblaje. Con el lanzamiento de otros módulos especializados en las distintas funcionalidades Zaryá ha pasado a utilizarse principalmente para almacenamiento, tanto en el interior como en los tanques de combustible exteriores. El Zaryá es un descendiente del TKS diseñado para el programa ruso Salyut. El nombre Zaryá ("Amanecer") le fue dado porque representaba el amanecer de una nueva era para la cooperación internacional en el espacio.

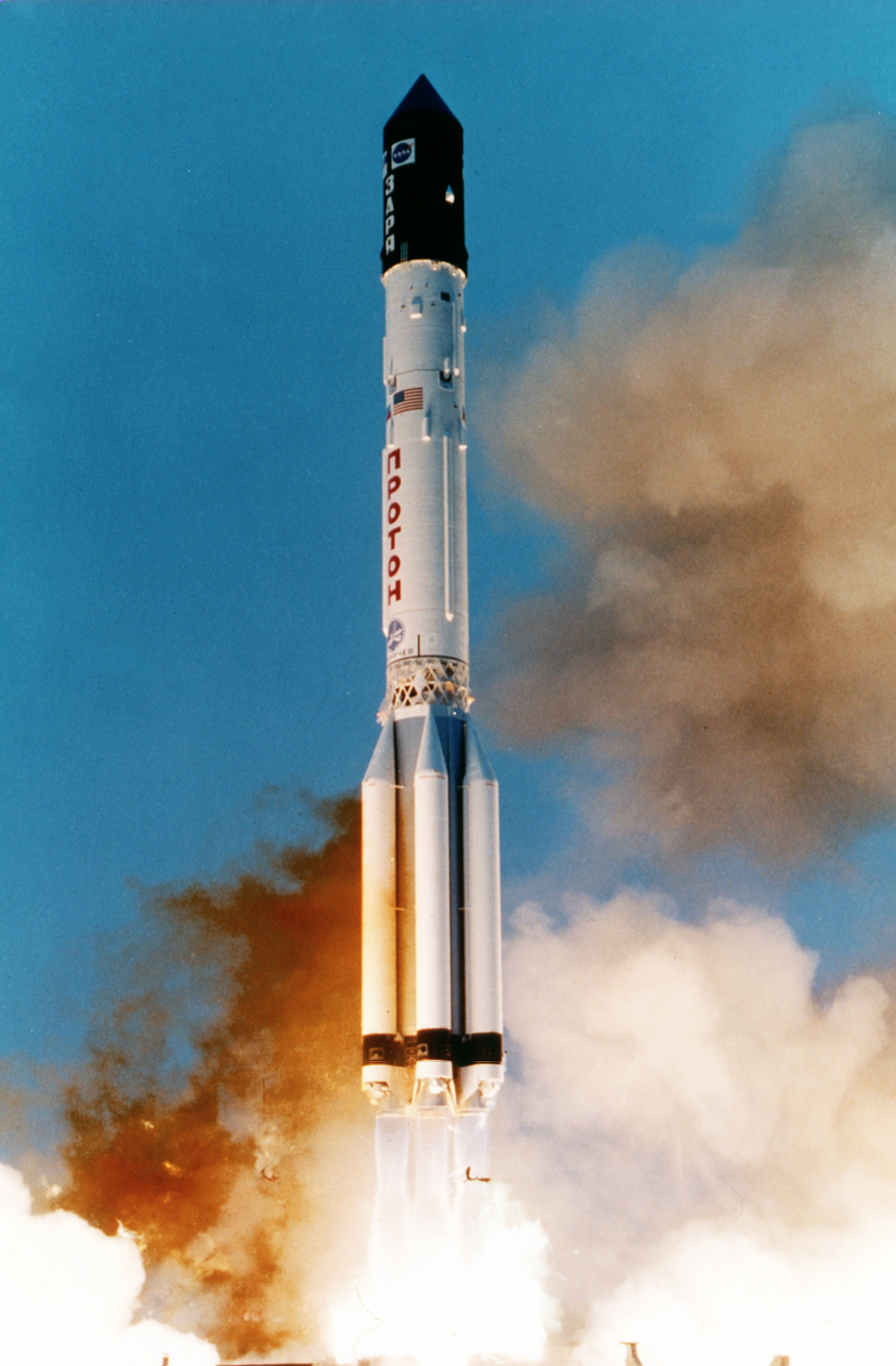
Lanzamiento del módulo Zaryá

## Construcción
La intención original durante el diseño del FGB era que formase parte de la estación espacial rusa Mir, pero finalmente no ocurrió. Un FGB se incorporó como etapa superior en la nave Polyus, que voló (sin éxito) en el primer lanzamiento del Energía. Con el final del programa Mir, el diseño se adaptó para su uso en la Estación Espacial Internacional.
El módulo Zaryá es capaz de mantener la posición orbital y aporta una considerable cantidad de baterías; se sugirió que inicialmente se habría construido para dar energía y controlar el retroceso y desviación del entonces clasificado sistema láser Skif/satélite Polyus. Los comentaristas de occidente pensaban que el módulo Zaryá había sido construido y lanzado a la órbita mucho más rápido de lo que se podía esperar de la época postsoviética, y que el FGB podía haber sido construido en gran medida utilizando elementos heredados del programa Skif (que había sido cancelado tras el lanzamiento fallido del Polyus en 1987).
La investigación y desarrollo de un diseño similar fue financiado por Rusia y la Unión Soviética, el diseño del módulo y los sistemas es ruso/soviético. Estados Unidos financió el Zaryá a través de varios contratos durante los años noventa como el primer módulo de la EEI. Construido entre diciembre de 1994 y enero de 1998 en Rusia en el Khrunichev State Research and Production Space Center (KhSC) en Moscú, su sistema de control fue desarrollado por Khartron (Járkov, Ucrania). El módulo fue incluido como parte del plan de la NASA para la Estación Espacial Internacional en lugar de la opción de Lockheed Martin, "Bus-1" ya que era significativamente más barato (US$220 millones frente a $450 millones). Como parte del contrato Khrunichev construyó buena parte de un módulo idéntico (llamado "FGB-2") como contingencia. El FGB-2 ha sido propuesto para gran variedad de proyectos y en la actualidad está planeado que se utilice para el Módulo de Laboratorio Multipropósito ruso Nauka.

## Diseño
Zaryá tiene una masa de 19 323 kg, mide 12,56 m de largo y 4,11 m en su punto más ancho. Incluyendo los paneles solares, que miden 3,35 m cada uno, el módulo alcanza los 10,67 m de ancho.
El módulo tiene tres puertos de acople: uno en el frente de la esfera de acople, otro en el lado orientado hacia la tierra (nadir) de la esfera y otro en la parte trasera del módulo.
Acoplado en el puerto frontal está el Adaptador de Acoplamiento Presurizado PMA-1, que a su vez se conecta con el módulo Unity – la conexión entre el Segmento Orbital Ruso (ROS) y el Segmento Orbital Estadounidense (USOS).
Acoplado al puerto trasero está el Módulo de Servicio Zvezda. El puerto inferior (nadir) fue utilizado inicialmente por las naves visitantes Soyuz y Progress para acoplarse con el ROS; El módulo Rassvet se encuentra acoplado de forma semipermanente en ese puerto y las naves visitantes utilizan a su vez el puerto nadir del Rassvet.
Zaryá tiene dos paneles solares que miden 10,67 por 3,35 m y seis baterías de níquel-cadmio que pueden aportar una media de 3 kW de potencia – los paneles solares fueron retraídos para posibilitar el despliegue de los radiadores P1/S1 de la Estructura de armazón integrada. Zaryá tiene 16 tanques de combustible externos que pueden almacenar hasta 6,1 t de propelente (este requisito fue solicitado por la NASA a principios de 1997 debido a las preocupaciones de que se produjesen retrasos en el Módulo de Servicio Zvezda, por ello el FGB tenía que ser capaz de almacenar y transferir el propelente de las Progress de forma independiente incluso sin el Zvezda).  Zaryá también tiene 24 propulsores de dirección grandes, 12 pequeños y dos motores grandes utilizados para elevar la órbita de la estación; con el acople del Zvezda estos se encuentran deshabilitados de forma permanente. Como ya no son necesarios para los motores del Zaryá, sus tanques de combustible almacenan un extra de propelente para el Zvezda.

## Lanzamiento y vuelo

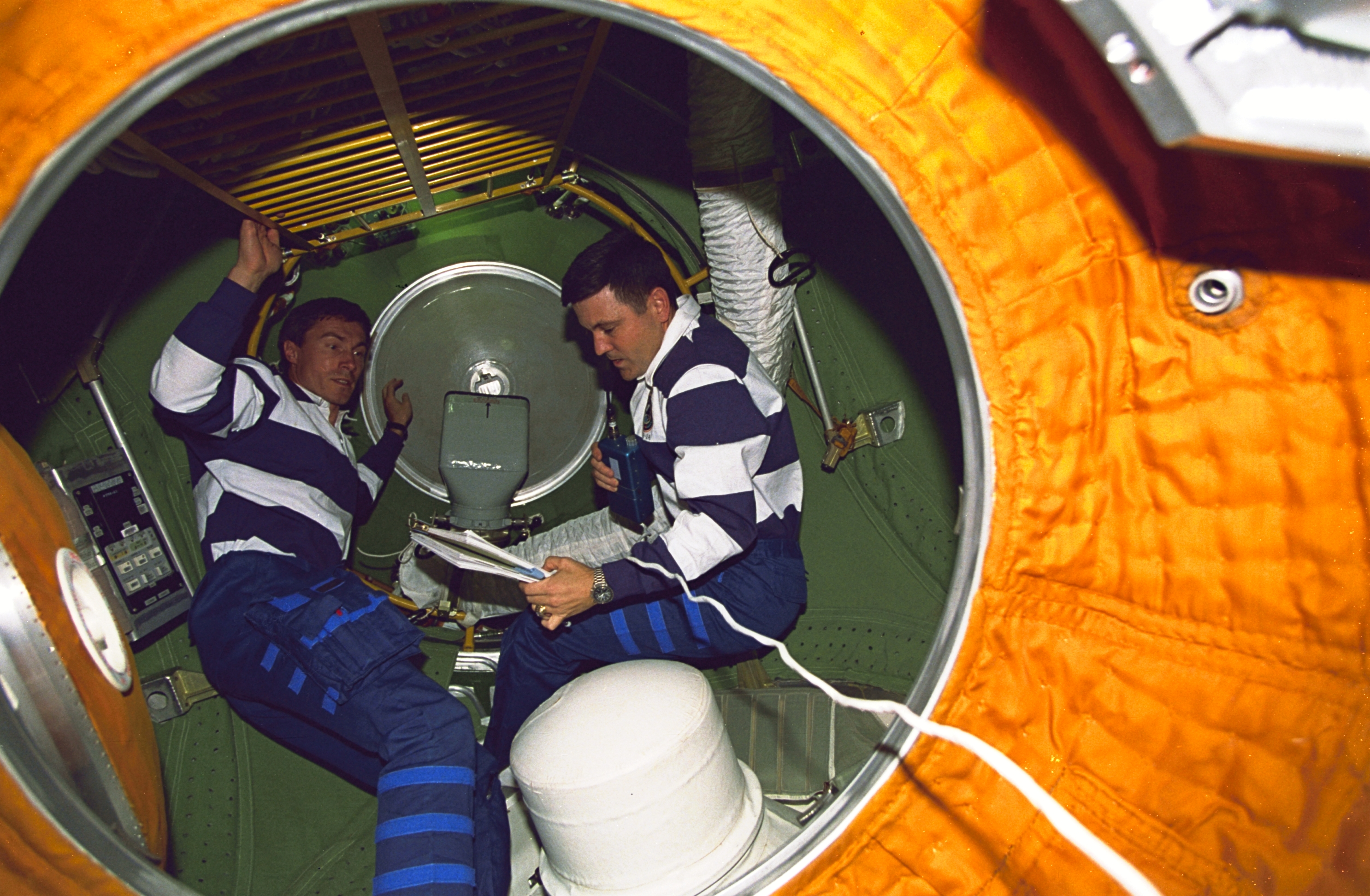
Sergei K. Krikalev y Robert D. Cabana en el interior de la esfera de acople en diciembre de 1998

Zaryá fue lanzado el 20 de noviembre de 1998 en un cohete Protón ruso desde la plataforma 81 del Cosmódromo de Baikonur en Kazajistán a una órbita de 400 km y con una vida útil de al menos 15 años. Tras alcanzar Zaryá la órbita, se lanzó la misión STS-88 el 4 de diciembre de 1998 para acoplar el módulo Unity.
A pesar de solo estar diseñado para volar de forma autónoma durante seis u ocho meses, Zaryá debió continuar durante casi dos años debido a retrasos en el Módulo de Servicio Zvezda. Zvezda se lanzó finalmente el 12 de julio de 2000, acoplándose con el Zaryá el 26 de julio de 2000.
Zaryá cumplió las 50,000 órbitas a las 15:17 UTC del 14 de agosto de 2007 durante la misión STS-118.

## Galería

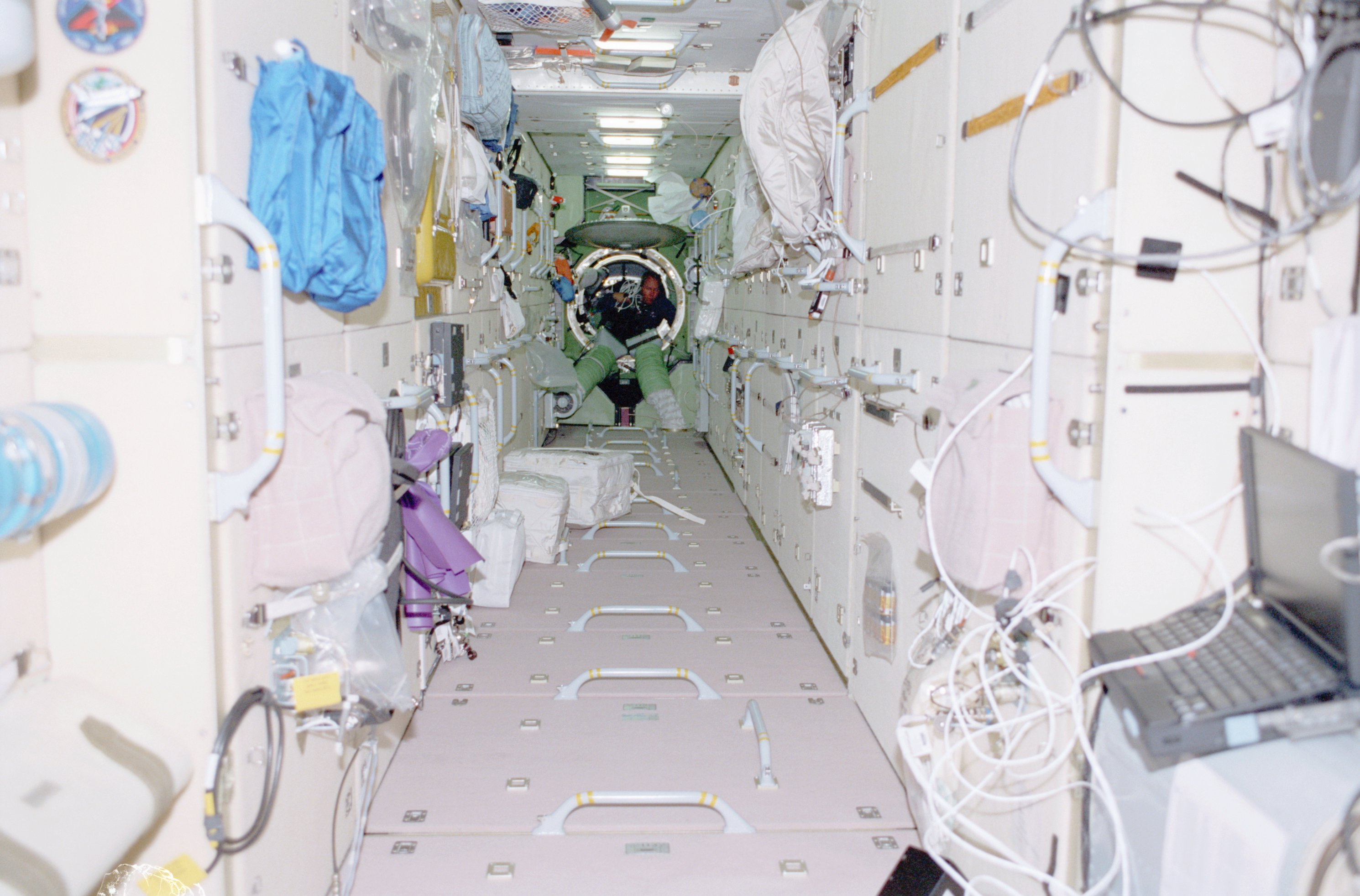
Interior del Zaryá
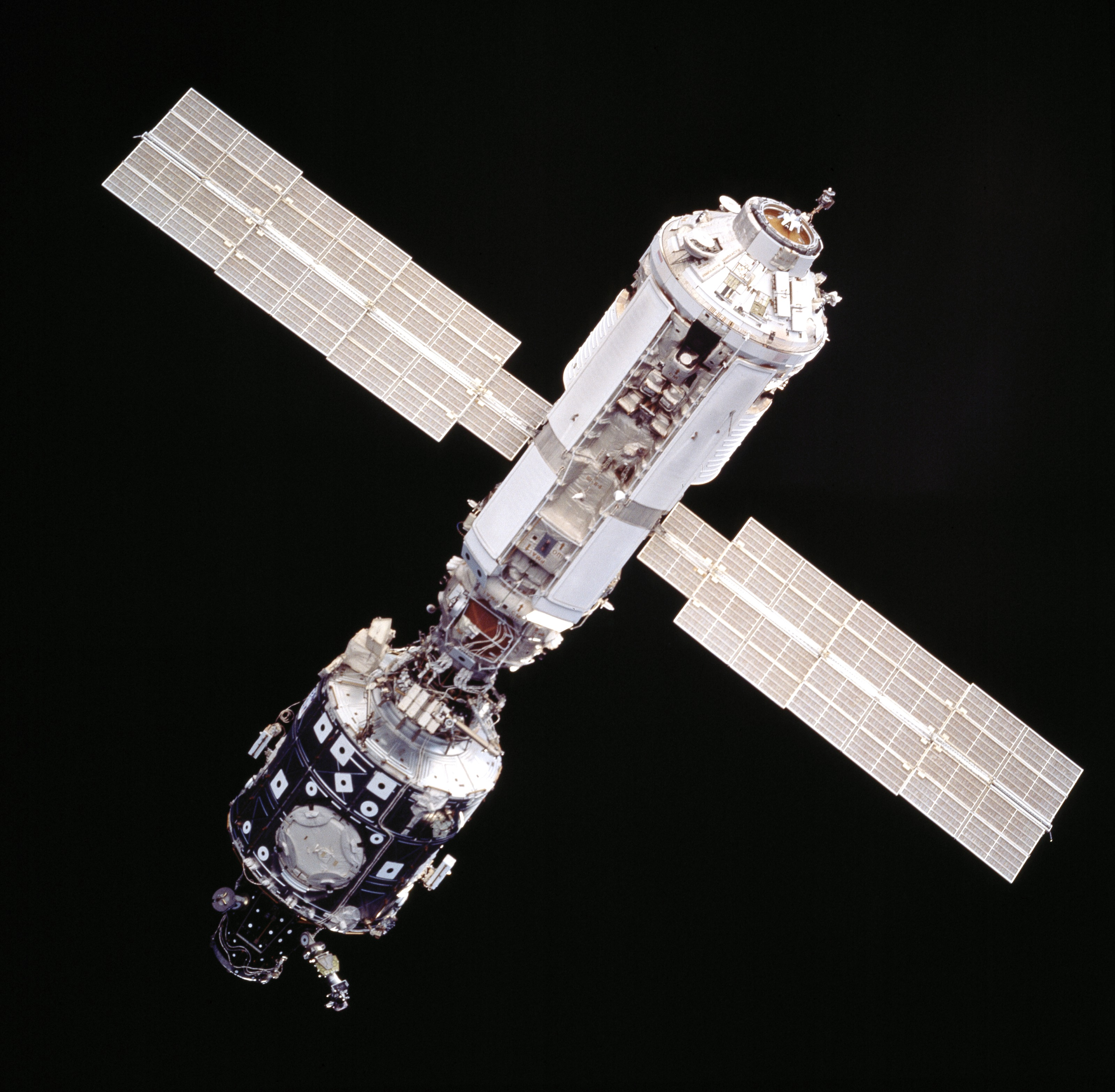
Zaryá (arriba) y Unity (Nodo 1)
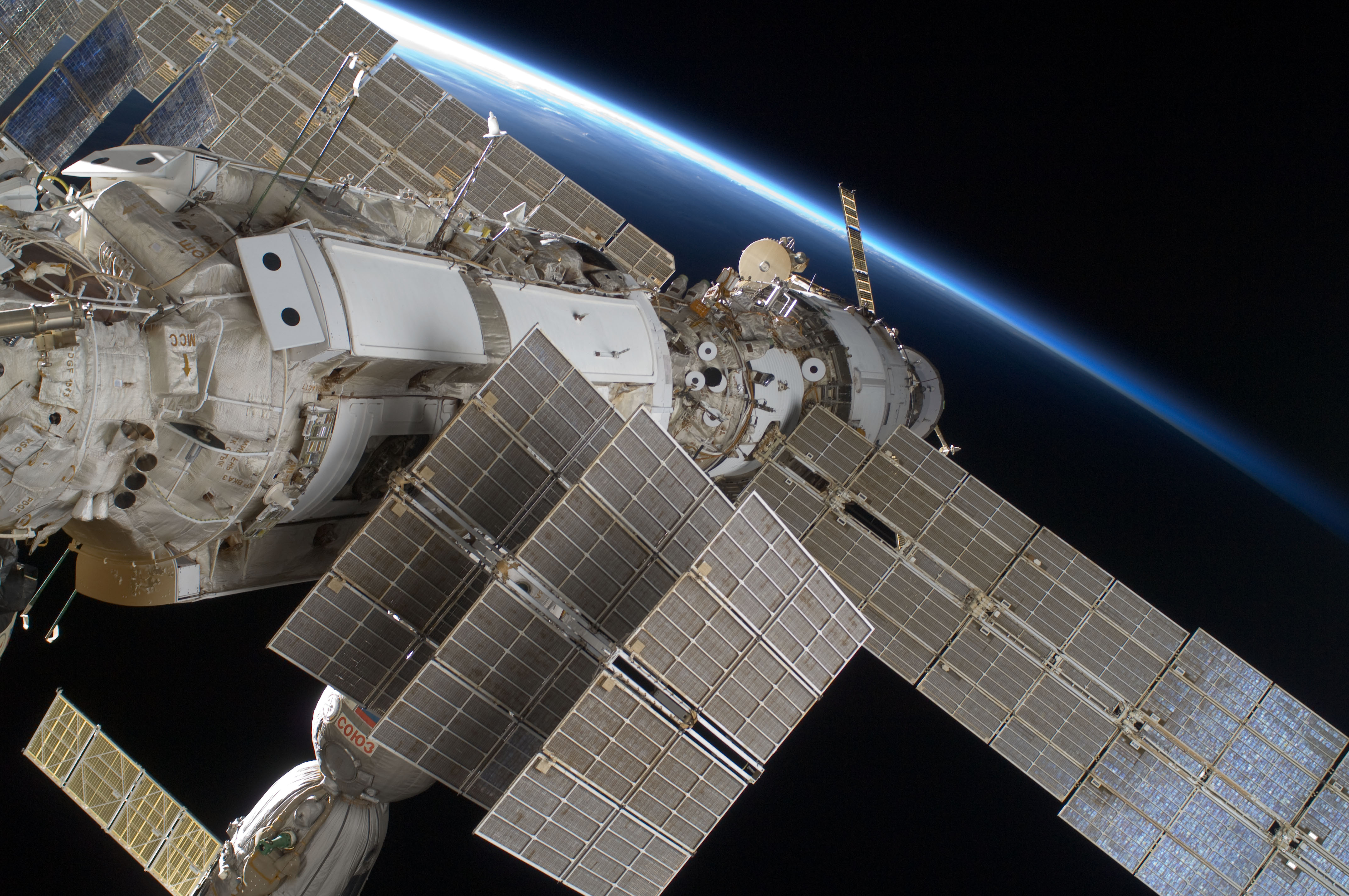
Zaryá visto en 2009 durante la STS-128, con los paneles solares recogidos
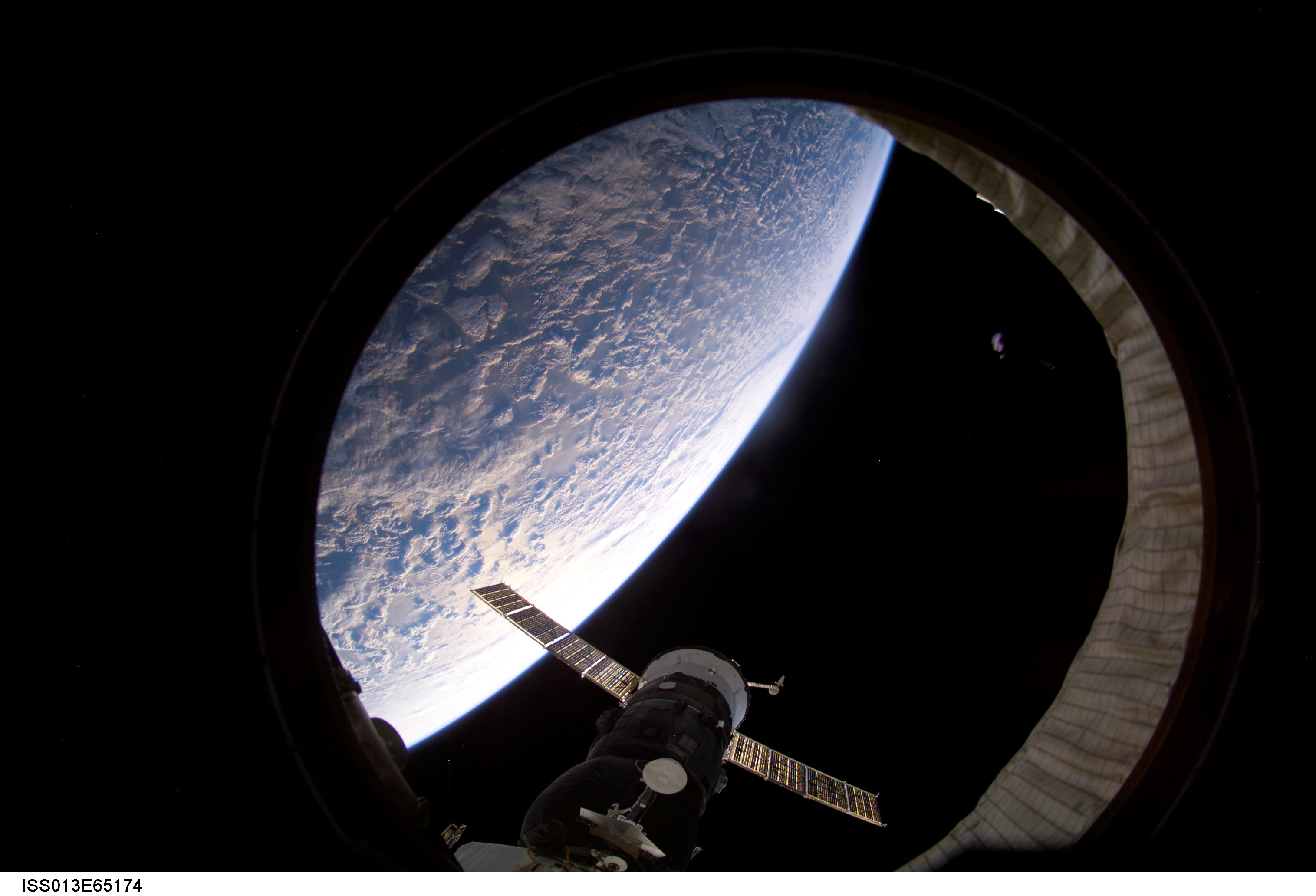
Vista a través de la ventana del Zaryá, 2006